# Zethaak

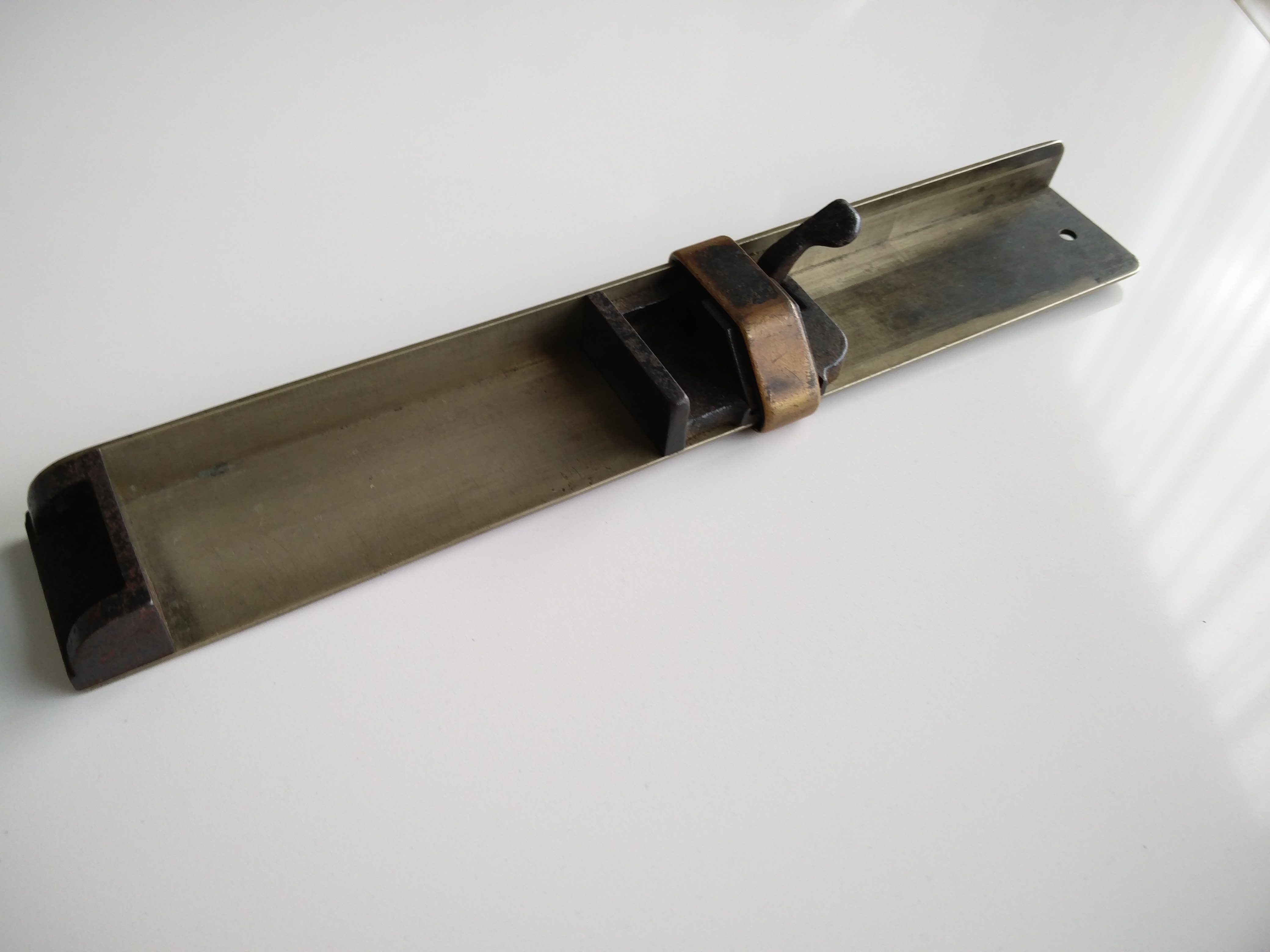
Een zethaak

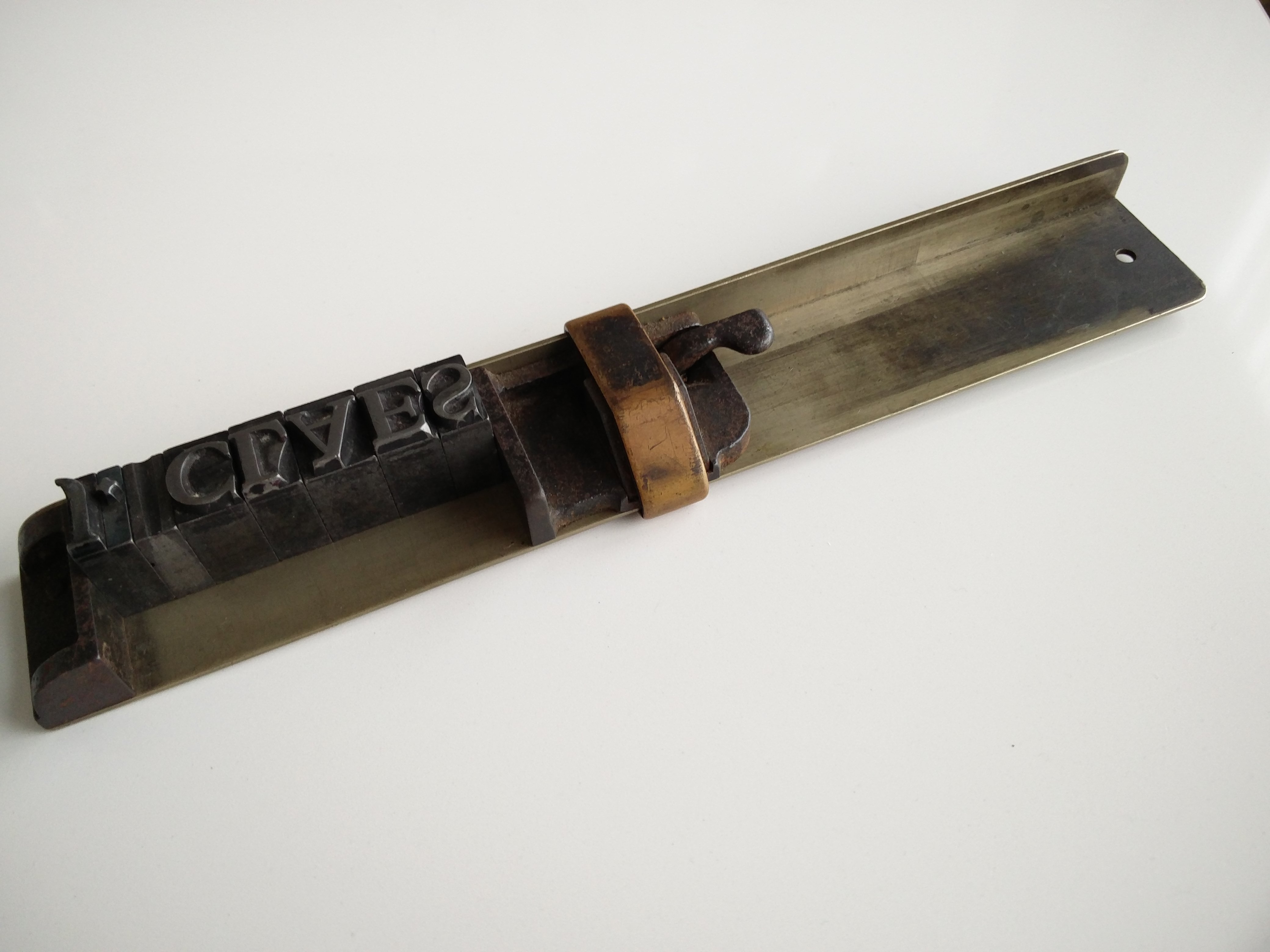
Een zethaak met letters

Een zethaak is een houder voor losse letters die meestal van koper is gemaakt. Bij dit hulpmiddel voor handzetters wordt de breedte van een regel, de zetbreedte, ingesteld door een verstelbare wand, het klavier, op de juiste plaats te schuiven en vast te zetten. De zetbreedte wordt vaak op hele augustijnen of cicero's ingesteld.
De handzetter staat bij het zetten aan de bok en houdt de zethaak in een hand. Met de andere hand worden de letters uit een kast gehaald en in de juiste volgorde in de zethaak geplaatst. Als de regel gevuld is, wordt deze op een galei gezet. Een aantal regels wordt met een touwtje opgebonden.
Het resultaat is handzetsel. Door de opkomst van de offset is het handzetten een uitstervend ambacht.